# 太行英雄传
《太行英雄传》（英語：Blood Out）（原剧名为《血债血偿》），2017年中国时代剧，由王挺、唐曾、童苡萱、魏震、张竞达、李思博、张春年、冯玉玺领衔主演，于2017年6月22日在央视八套播出。

## 剧情
故事開始時一隊人被日軍追殺，原來他們是被俘虏至黑风岭筑路工区的八路军晋冀鲁豫军区连长杨树生及数名战士。
1943年夏天在太行山晋察冀边区下辖武南县境内，日军驻扎重兵掠夺铁矿和林木资源及修筑公路。中佐松山率领的日军一路追杀至青石窑村，正赶上村民赵铁锤结婚，雙方一言不合松山率日军屠村，大部分村民和战俘最终丧命。石窑村青年于大喜发誓报仇，解救被抓走充当慰安妇的妹妹，杨树生決定同行一路跟随保护他来到县城，偶遇幸免于难的铁锤。
之後遇到反日军官宋朝来和抗日青年魏金秀的帮助下，设计营救慰安所的妇女们，輾轉三人又解救出被日军押送的国军炮兵连长谢魁及多名国军战俘，并与谢魁组织成立太行抗日大队，屢屢重創日軍。之後情報戰開始，城内国、共、日三方情报组织又展开激烈暗战，杨树与谢魁之间虽存矛盾，但为抗日的共同目标最终坚持团结战斗直到最後決戰來臨。

## 播映
| 频道     | 所在地   | 播映日期      | 播出时间 | 备注 |
| -------- | -------- | ------------- | -------- | ---- |
| 央视八套 | 中国大陆 | 2017年6月22日 |          |      |

## 演员列表

### 主要演员
| 演员   | 角色   | 介绍 |
| 王挺   | 杨树生 |      |
| 唐曾   | 于大喜 |      |
| 童苡萱 | 魏金秀 |      |
| 魏震   | 赵铁锤 |      |
| 张竞达 | 谢魁   |      |
| 李思博 | 郭大牛 |      |
| 张春年 | 孙彪   |      |
| 冯玉玺 | 马二生 |      |

### 其他演员
| 演员   | 角色   | 介绍 |
| 于非   | 王占金 |      |
| 李大川 | 郑小手 |      |

## 电视节目的变迁
| 中国大陆 央视八套                     | 中国大陆 央视八套              | 中国大陆 央视八套 |
| ------------------------------------- | ------------------------------ | ----------------- |
|                                       | 太行英雄传 （2017年6月22日－） |                   |
| 擒狼 （2017年6月12日－2017年6月21日） | —                              |                   |